# Gastrotheca lateonota
Espèce
Statut de conservation UICN

 VU  : Vulnérable
Gastrotheca lateonota est une espèce d'amphibiens de la famille des Hemiphractidae.

## Répartition
Cette espèce se rencontre au Pérou dans la région de Piura dans la province de Huancabamba vers 2 770 m d'altitude dans la cordillère de Huancabamba et en Équateur dans la province d'El Oro.

## Description
Cette grenouille de couleur marron et grise mesure de 5,5 à 6,5 cm à sa taille adulte.

## Publication originale
- Duellman & Trueb, 1988 : Cryptic species of hylid marsupial frogs in Peru. Journal of Herpetology, vol. 22, no 2, p. 159-179.